# Плавций (трибун 70 пр.н.е.)
Плавций (на латински: Plautius) е политик на Римската република през 1 век пр.н.е. Произлиза от фамилията Плавции.
През 70 пр.н.е. Плавций е народен трибун. Консули тази година са Марк Лициний Крас и Помпей Велики, който възстановява на народните трибуни предишните права.